# Pāvels Doroševs
Pavels Doroševs (Riga, 9 ottobre 1980) è un calciatore lettone, di ruolo portiere.

## Carriera

### Club
Ha debuttato in massima serie nel 1998, con il Ranto-Miks Rīga, finendo ultimo e retrocedendo. Nel 2001, da riserva, ha vinto con lo Skonto campionato e coppa nazionale lettone.
Tra il 2001 e il 2004, va in prestito in varie diverse squadre della massima serie lettone: PFK Daugava, Dinaburg Daugavpils, Jūrmala e FK Riga, prima di tornare nel 2006 allo Skonto. Qui, in tre stagioni e mezza, trova maggiore continuità disputando cinquanta incontri di campionato.
A fine 2008 fa in Azerbaigian, con il Qəbələ, dove gioca per quattro stagioni da titolare. Tra il 2012 e il 2013 disputa una stagione e mezza in patria con il Metalurgs Liepāja. A fine 2013 è di nuovo in Azerbaigian, stavolta con il Neftçi Baku, dove rimane per due stagioni, senza trovare il posto da titolare.
A metà 2015 torna in patria, stavolta al Liepāja, con cui vince subito il campionato.

### Nazionale
Ha esordito in nazionale il 22 maggio 2012, giocando titolare l'amichevole contro la Polonia.
Ha disputato in tutto tre incontri in nazionale, subendo sette reti e giocando esclusivamente incontri di carattere amichevole.

## Statistiche

### Cronologia presenze e reti in nazionale
| Cronologia completa delle presenze e delle reti in nazionale ― Lettonia | Cronologia completa delle presenze e delle reti in nazionale ― Lettonia | Cronologia completa delle presenze e delle reti in nazionale ― Lettonia | Cronologia completa delle presenze e delle reti in nazionale ― Lettonia | Cronologia completa delle presenze e delle reti in nazionale ― Lettonia | Cronologia completa delle presenze e delle reti in nazionale ― Lettonia | Cronologia completa delle presenze e delle reti in nazionale ― Lettonia | Cronologia completa delle presenze e delle reti in nazionale ― Lettonia |
| Data                                                                    | Città                                                                   | In casa                                                                 | Risultato                                                               | Ospiti                                                                  | Competizione                                                            | Reti                                                                    | Note                                                                    |
| ----------------------------------------------------------------------- | ----------------------------------------------------------------------- | ----------------------------------------------------------------------- | ----------------------------------------------------------------------- | ----------------------------------------------------------------------- | ----------------------------------------------------------------------- | ----------------------------------------------------------------------- | ----------------------------------------------------------------------- |
| 22-5-2012                                                               | Klagenfurt                                                              | Lettonia                                                                | 0 – 1                                                                   | Polonia                                                                 | Amichevole                                                              | -1                                                                      |                                                                         |
| 24-5-2013                                                               | Doha                                                                    | Qatar                                                                   | 3 – 1                                                                   | Lettonia                                                                | Amichevole                                                              | -3                                                                      |                                                                         |
| 28-5-2013                                                               | Duisburg                                                                | Lettonia                                                                | 3 – 3                                                                   | Turchia                                                                 | Amichevole                                                              | -3                                                                      |                                                                         |
| Totale                                                                  |                                                                         | Presenze                                                                | 3                                                                       |                                                                         | Reti                                                                    | -7                                                                      |                                                                         |

## Palmarès

### Club

#### Competizioni nazionali
- Campionato lettone: 2

Skonto: 2000
Liepāja: 2015
- Coppa di Lettonia: 1

Skonto: 2000